# Gran Barrera de Corall
La Gran Barrera de Corall (en anglès Great Barrier Reef) és el major escull de corall del món. Està compost per més de 2.900 esculls individuals i 900 illes en una franja de més de 3.000 quilòmetres sobre una àrea d'aproximadament 348.000 quilòmetres quadrats.
L'escull es localitza al mar del Corall, a la costa de Queensland al nord-est d'Austràlia.
La Gran Barrera de Corall es pot veure des de l'espai exterior i és l'estructura més gran del món feta per organismes vius. L'estructura de l'escull està composta per mils de milions de petits organismes coneguts com a pòlips de corall. Es poden trobar més de 400 espècies de corall, algunes microscòpiques i altres que arriben als 2 metres d'amplada. En els marges externs de l'escull s'hi fan espècies viscoses amb capacitat de resistir els embats de les ones, en canvi les delicades varietats lanceolades han d'aixoplugar-se en les aigües més tranquil·les. Les formes són variades: ventall, cúpula, banyes, flor, etc. Els colors oscil·len entre tons rosats, fúcsia, grocs, blaus i verds.
La Gran Barrera de Corall dona suport a una àmplia diversitat de vida, i va ser seleccionada com a Patrimoni de la Humanitat el 1981. Entre els esculls s'hi troben més de 1.500 espècies de peixos i crustacis. La CNN l'ha classificat com una de les set meravelles del món, i la Queensland National Trust l'ha considerat una icona estatal de Queensland.
Bona part de l'escull està protegit pel Parc marí de la Gran Barrera, que ajuda a limitar l'impacte de l'ús humà, com la sobrepesca i el turisme. Altres pressions mediambientals sobre l'escull i el seu ecosistema inclouen la qualitat de les aigües dels rius que hi desemboquen, el canvi climàtic acompanyat per una massiu blanquejament del corall, i brots cíclics de l'estrella de mar Acanthaster planci que es menja el corall i l'està destruint en enormes quantitats.
La Gran Barrera de Corall ha estat molt de temps coneguda i utilitzada pels aborígens d'Austràlia i els illencs de l'Estret de Torres, i és una part important de la cultura i espiritualitat dels grups locals. L'escull és una destinació molt popular per a turistes, especialment les regions de Whitsunday i Cairns. El turisme és també una activitat econòmica important per a la regió. La pesca també es practica força a la regió, generant 1 milió de dòlars australians a l'any.
Com a reacció al deteriorament patit des del 1990 amb l'augment de les temperatures i l'acidesa de les aigües el govern australià decidí invertir 500 milions de dòlars australians en la protecció i reconstrucció de la barrera.

## Medi físic

### Geologia i geografia

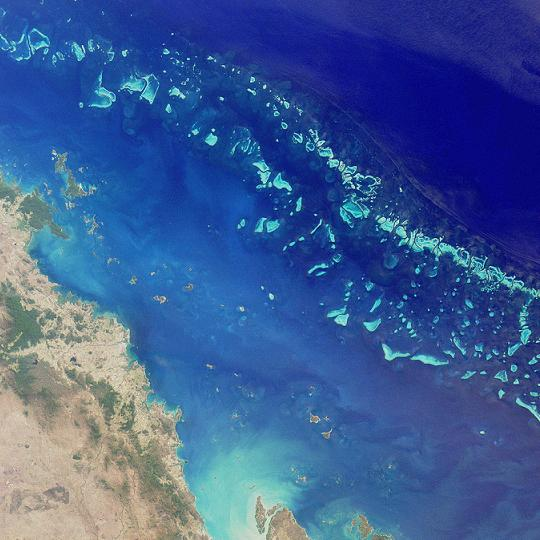
Imatge de satel·lit de la zona de la Gran Barrera de Corall adjacent a les àrees costaneres de Proserpine i Mackay a Queensland

La Gran Barrera de Corall s'estén des de l'Estret de Torres (entre Bramble Cay, l'illa més septentrional, i la costa sud de Papua Nova Guinea) al nord del passatge sense nom que hi ha entre Lady Elliot Island (la seva illa més meridional) i l'illa Fraser al sud. Lady Elliot Island està situada a 1.915 km al sud-est de Bramble Cay.
Austràlia es mou cap al nord a una velocitat de 7 cm per any, des del Cenozoic. Austràlia Oriental va experimentar un període d'elevació tectònic, fent que la deriva continental mogués Queensland 400 km cap a l'interior. En aquest període, Queensland va experimentar erupcions volcàniques amb importants fluxos de basalt.
Alguns d'aquests afloraments granitics han esdevingut grans illes. Després de la formació de la llacuna del mar del Corall, els esculls coral·lins varen començar a créixer a dins seu, fins fa aproximadament 25 milions d'anys. El nord de Queensland tenia encara aigües temperades, però al sud dels tròpics era massa freda per al desenvolupament del corall.
La història del desenvolupament de la Gran Barrera de Corall és complexa; després que Queensland es desplacés cap a aigües tropicals, la història està influïda, en gran part, per com fluctuen els esculls (creixen i retrocedeixen) amb els canvis del nivell del mar. Poden augmentar en un diàmetre entre 1 a 3 centímetres per any, i creix verticalment des d'1 a 25 centímetres per any; tanmateix, es limiten a créixer per sobre d'una profunditat de 150 metres a causa de la seva necessitat de llum solar, i no pot créixer per sobnre del nivell del mar. Quan Queensland es va moure cap a aigües tropicals fa 24 milions d'anys, varen créixer alguns coralls, però es va desenvolupar ràpidament una sedimentació amb erosió de les Serralades Australianes; creant deltes fluvials, sediments pelàgics i turbidites, que haurien estat condicions inapropiades per al creixement del corall. Fa 10 milions d'anys, el nivell del mar va baixar significativament, la qual cosa va permetre més sedimentació. Fa aproximadament 400.000 anys va haver un període interglacial especialment càlid amb crescudes del nivell del mar i fins a 4 graus de diferència de temperatura.

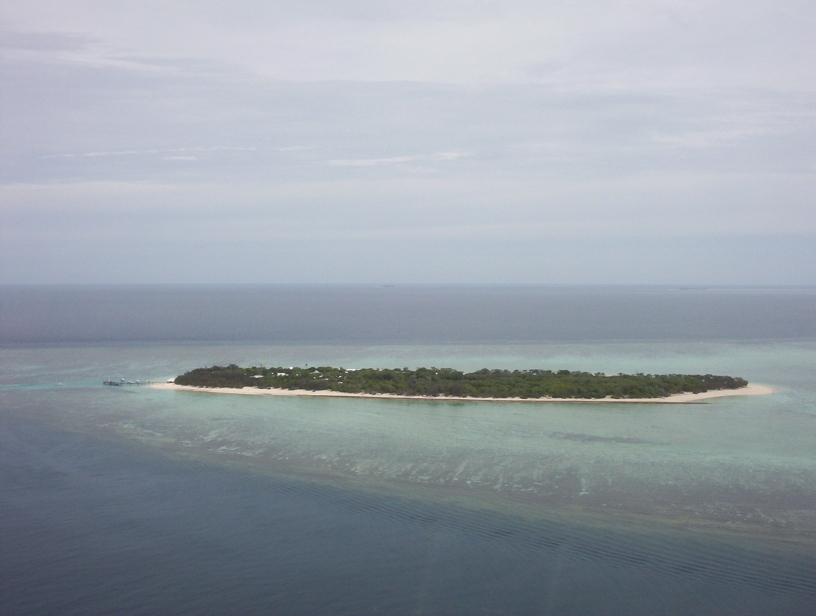
L'illa Heron, un cai coral·lí en el sud de la Gran Barrera

La terra que va formar el substrat de l'actual barrera era una costa plana formada per sediments erosionats de les Serralades Australianes amb alguns grans turons, algun dels quals són romanents d'antics esculls o volcans). El Centre d'Investigació de l'Escull, un Cooperative Research Centre, ha trobat dipòsits d'esquelets coral·lins que daten de fa mig milió d'anys. El GBRMPA considera aquesta primera prova per a suggerir que l'estructura completa d'esculls té 600.000 anys d'antiguitat.
Segons el Great Barrier Reef Marine Park Authority, les actuals estructures d'esculls vius s'estima que varen començar a créixer a les plataformes més antigues fa uns 20.000 anys. L'Australian Institute of Marine Science coincideix i situa l'inici del creixement de l'escull en el període de la Last Glacial Maximum. A al voltant d'aquesta època, el nivell del mar era 120 metres més baix que avui.
Des de fa 20.000 anys fins fa 6.000 anys, el nivell del mar va augmentar constantment. Com augmentava, els coralls podien ser més alts que els turons de la plana costanera. Però fa uns 13.000 anys, el nivell del mar estava 60 metres més baix que actualment, i els coralls començaven a créixer al voltant dels turons de la plana costanera, que era, aleshores illes continentals. Però en augmentar el nivell del mar, la majoria de les illes continentals es varen submergir. Els coralls van poder llavors créixer per sobre dels turons, formant ell actuals cais i esculls. El nivell del mar a la Gran Barrera de Corall no ha pujat significativament als darrers 6.000 anys. El CRC Reef Research Centre va estimar l'edat de les actuals estructures d'entre 6.000 i 8.000 d'anys.
Les restes d'una antiga barrera d'esculls similar a la Gran Barrera de Corall es poden trobar a Kimberley, una regió al nord d'Austràlia Occidental. The Great Barrier Reef World Heritage Area es divideix en 70 bioregions, de les que 30 són bioregions d'esculls,
A la part nord de la Gran Barrera de Corall es formen esculls de cinta i esculls deltaics; aquestes estructures no es troben en la resta del sistema de la Gran Barrera. No hi ha atolons al sistema, i els esculls al costat de terra ferma són poc freqüents.
Els esculls de costa es troben àmpliament distribuïts, però són més comuns cap a la part sud de la Gran Barrera de Corall, junt a les grans illes, com per exemple, les Illes Whitsunday. També es troben esculls de llacuna a la part sud de la Gran Barrera de Corall, però trobem alguns més cap al nord, a la costa de Princess Charlotte Bay. Els esculls Cresentics són la forma més comuna d'escull a la part central del sistema de la Gran Barrera de Corall, envoltant per exemple els esculls de l'Illa Lizard. Els esculls Cresentic també es troben a l'extrem nord del Parc Marí de la Gran Barrera de Corall, i als Esculls Swain (20-22 graus sud). Els esculls plans es troben en les parts nord i sud de la Gran Barrera de Corall, prop del Cap York, Princess Charlotte Bay i Cairns. La majoria de les illes de l'escull es troben a la zona d'escull plans.

### Ecologia
La Gran Barrera és la base d'una gran diversitat de vida, incloent-hi moltes espècies vulnerables o amenaçades, part de les quals poden ser endèmiques del sistema de l'escull.

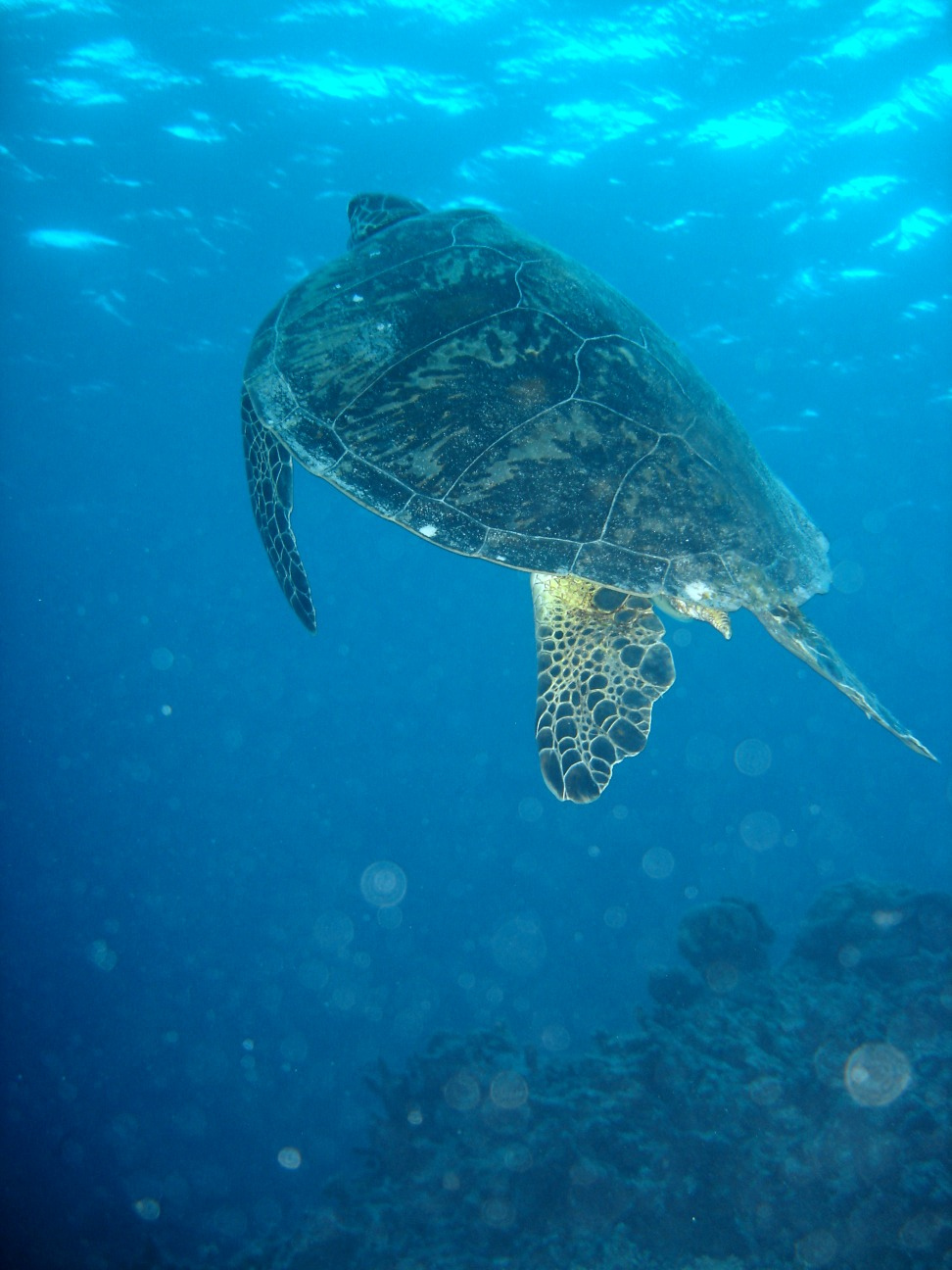
Tortuga verda de mar a la Gran Barrera de Corall

 Trenta espècies de balenes, dofins, i marsopes s'han inventariat a la Gran Barrera de Corall, incloent-hi la balena Minke, dofins Sousa, i la iubarta. També hi viuen grans poblacions de dugong.
Sis espècies de tortuga de mar venen a l'escull per criar –; la tortuga verda marina, Tortuga llaüt, tortuga carey, Tortuga careta, tortuga flatback, i la tortuga del golf. Les tortugues de mar verdes a la Gran Barrera de Corall tenen dos poblacions genètiques clares, una a la zona nord de l'escull i l'altre al sud. Quinze espècies de vegetació del fons marí, atreu els dugongs i les tortugues, i aporta un hàbitat per als peixos.
Les espècies més comunes són les Halophila i Halodule.
Els crocodils marí viuen als manglars i salines a la costa prop de l'escull. No s'han identificat anidaments, i la població de cocodrils d'aigües salades al GBRWHA està amplament distribuït i amb una baixa densitat de població. Al voltant de 125 espècies de taurons, rajades o quimeres viuen a l'escull.
S'han enregistrat prop de 5.000 espècies de mol·luscs a l'escull, incloent-hi la cloïssa gegant i diversos nudibranquiss i conids, i quaranta-nou espècies de peix agulla i nou espècie de cavall marins. Com a mínim set espècie de granotes es poden trobar a les illes.
215 espècies de d'ocells (incloent-hi 22 espècie d'ocells marins i 32 espècies d'ocells costaners) són atrets a l'escull i aniden o dorment a les illes, incloent-hi l'àliga marina i el Sterna dougallii. La majoria de les zones d'anidament són a les illes de les regions nord i sud de la Gran Barrera, i són utilitzades per uns 1,4-1,7 milions d'ocells. Les illes de la Gran Barrera de Corall també donen cabuda a 2.195 espècies de plantes conegudes, tres d'aquestes espècies són endèmiques. Les illes del nord tenen 300-350 espècies de plantes que tendeixen a ser llenyoses, mentre que les illes del sud en tenen 200 que tendeix a ser herbàcies; la regió Whitsunday és la més diversa, donant suport a 1.141 espècies. Les espècies de plantes són esteses pel territori mitjançant els ocells. Disset espècies de serp de mar viuen a la Gran Barrera. Els cal tres o quatre anys per arribar a la maduresa sexual, viuen molts anys i tenen una fertilitat baixa. Són normalment bentics, però les espècies que viuen en el sediment tou difereixen dels que viuen als esculls mateixos. Viuen en aigües càlides fins a 50 metres de profunditat i són més comuns en el sud que a la part nord de l'escull. Cap de les serps de mar que es troben a l'Àrea del Patrimoni Mundial de la Gran Barrera de Corall són endèmiques, ni cap d'elles estan amenaçades.
Més de 1.500 espècie de peixos viuen a l'escull, incloent-hi el peix pallasso, llobarro vermell, emperador de gola vermella, i unes quantes espècies de Australasian snapper i truita del corall. Quaranta-nou espècies són conegudes per concentrar la fresa, amb altres vuitanta-quatre espècies que desoven a qualsevol lloc de l'escull.
Hi ha com a mínim 330 espècies d'ascidis en el sistema d'esculls, estenent-se en mida d'1 mm i 10 cm de diàmetre. Entre 300-500 espècies de Briozous s'han trobat al sistema de l'escull.

## Amenaces mediambientals

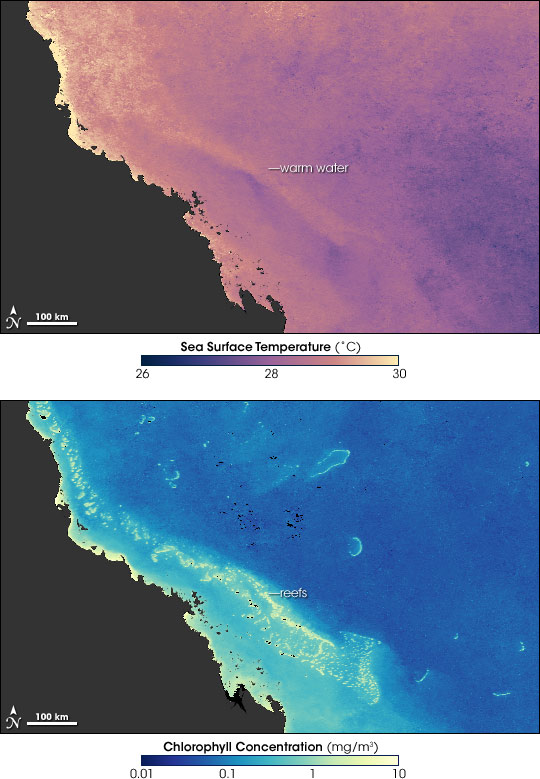
Temperatura i blanqueig de la Gran Barrera de Corall

L'amenaça més significativa al de la Gran Barrera de Corall és el canvi climàtic.
El blanqueig del corall massiu es produí a causa de l'augment de temperatura de l'oceà ocorreguda els estius de 1998, 2002 i 2006, i pot esdevenir un esdeveniment anual. Entre l'augment de la temperatura i l'acidesa de les aigües el deteriorament afecta a la barrera de corall deteriorant-la des del 1990.
El canvi climàtic té implicacions per a altres formes de vida de la Gran Barrera així, alguns peixos prefereixen unes temperatures que els obliguen a cercar noves àrees per viure, causant mortalitat en els pollets d'ocells marins que viuen de les captures de peix. El canvi climàtic també afecta la població i disponibilitat d'hàbitats per a les tortugues marines Una altra amenaça clau a què s'enfronta la Gran Barrera de Corall és la contaminació i la degradació de la qualitat de l'aigua. Els rius nord orientals d'Austràlia proporcionen una contaminació significativa a l'escull els episòdis d'inundació tropical amb més d'un 90% d'aquesta contaminació provinent de les granges.
L'eutrofització o contaminació que produeixen els residus de les granges són el resultat de les sobrepastures i un ús excessiu de fertilitzants i pesticides.
La Gran Barrera de Corall està greument amenaçada, alguns experts pronostiquen que desapareixerà i serà substituïda per corall mort recobert d'algues, en tan sols 50 anys.

## Ús humà
La Gran Barrera de Corall ha estat coneguda i utilitzada pels aborígens australians i pels illencs de l'Estret de Torres. Els aborígens australians han estat vivint a la zona durant almenys 40.000 anys, i els illencs de l'Estret de Torres des de fa uns 10.000 anys Per a aquesta setantena de grups ètnics, l'escull és també una característica cultural important.
En 1768, Louis Antoine de Bougainville trobà l'escull durant una missió d'exploració, però no va reclamar l'àrea per als francesos. L'11 de juny de 1770, el HM Bark Endeavour, capitanejat per l'explorador James Cook, va varar a la Gran Barrera de Corall, provocant un dany considerable. Varen alleugerir el pes del vaixell, durant una marea finalment va tornar a surar i es va poder salvar. Un dels naufragis més famosos va ser el del HMS Pandora, que es va enfonsar el 29 d'agost de 1791, i morint 35 homes. El Museu de Queensland ha realitzat excavacions arqueològiques del Pandora des de 1983. A causa que l'escull no tenia atolons no va ser estudiat àmpliament al segle xix. Durant aquest temps, algunes de les illes de l'escull van ser explotacions de dipòsits de guano, i es van construir alguns fars com a part de tot un sistema, com a Illa de Raine, un dels primers exemples.

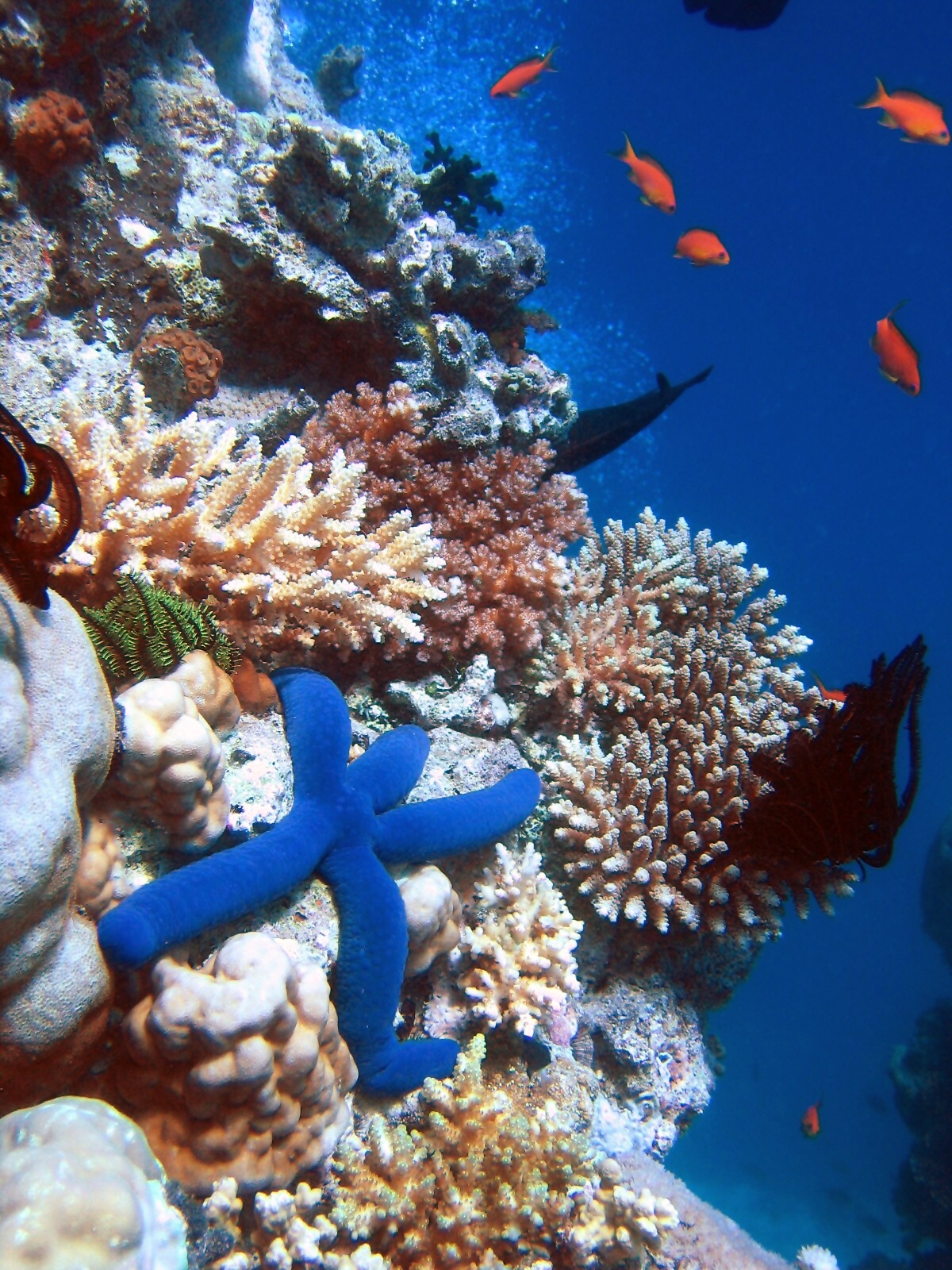
Estrella de mar de coral. Sovint els turistes fotografien la bellesa natural dels esculls